# Тронвиль
Тронви́ль (фр. Tronville) — коммуна во французском департаменте Мёрт и Мозель, региона Лотарингия. Относится к  кантону Шамбле-Бюссьер.	

## География
Тронвиль расположен в 20 км к западу от Меца и в 50 км к северо-западу от Нанси. Соседние коммуны: Вьёнвиль на востоке, Пюксье на западе, Марс-ла-Тур на северо-западе.

## Демография
Население коммуны на 2010 год составляло 213 человек.
| 1962 | 1968 | 1975 | 1982 | 1990 | 1999 | 2010 |
| ---- | ---- | ---- | ---- | ---- | ---- | ---- |
| 175  | 163  | 133  | 124  | 174  | 192  | 213  |